# Хет-трик
Хет-трик (гет-трик) (англ. Hat-trick — трюк з капелюхом) — три голи, забиті гравцем впродовж одного матчу.
Термін використовують у багатьох ігрових видах спорту (футбол, хокей, футзал та ін.)

## Походження терміна
Назва «хет-трик» з'явилась у 1858 році в Англії, коли під час чемпіонату Британії з крикету, що проводився у Гайд-Парку, Гравець Хітфілд Харман Стівенсон (ХХ Стівенсон) пройшов три ворітця поспіль. Це настільки вразило його вболівальників, що вони зібрали гроші й купили йому в подарунок головний убір — кепку чи капелюх.

## Хет-трики в футболі
Рекорд найшвидшого хет-трику в футболі належить гравцю команди «Росс Каунті» Томі Россу, який у 1964 році забив три голи за 90 секунд у матчі проти «Наїрн Каунті». Джеймс Хейтер, гравець «Борнмут», у грі проти «Рексгема» забив три голи за менше, ніж 140 секунд, вийшовши на заміну на 84 хвилині гри, що є рекордом у англійському професійному футболі.
У англійській Прем'єр-лізі рекорд швидкого хет-трику належить гравцю «Ліверпуля» Робі Фаулеру, який у матчі проти «Арсеналу» в 1994 році забив три голи за 4 хвилини 33 секунди. Найджел Клаф забив три голи за 4 хвилини, граючи за «Ноттінґем Форест» проти «Квінз-Парк Рейнджерз» у першому дивізіоні в сезоні 1987/88. В січні 2008 року нападник «Фенербахче» Матея Кежман забив три голи за 4 хвилини у грі проти «Аланіяспора».
На чемпіонатах світу з футболу угорець Шандор Кошич, француз Жюст Фонтен і німець Ґерд Мюллер забивали по два хет-трики на одному фінальному турнірі, відповідно в 1954, 1958 і 1970 роках. Габріель Батістута забив два хет-трики на двох фінальних турнірах у 1994 і 1998 роках. Англійський нападник Джефф Герст забив хет-трик у фінальному матчі чемпіонату світу 1966 року — єдиний хет-трик у фіналі чемпіонатів світу. На чемпіонаті світу 2006 року хет-триків не було.
На чемпіонатах Європи хет-трики забивали семеро гравців. Мішель Платіні — єдиний автор двох хет-триків протягом одного турніру, (забиті Бельгії та Югославії у груповій стадії турніру 1984 року).

### «Класичний»
У футболі «класичним» називають хет-трик, який гравець здобув протягом одного тайму і ці голи були забиті поспіль (не переривались голами інших футболістів).

### Ідеальний
Три голи забиті обома ногами і головою.

## Схожі терміни
Існують також терміни, які позначають більше трьох голів за гру. Наприклад, чотири голи називають покером. Хоча ті, які грають у покер, справедливо зауважують, що «покер» це 5 карт поспіль, натомість чотири слід називати каре. Тому термін каре теж можна зустріти. П'ять голів називають пента-трик. Два голи за гру називають дублем.